# Ónodi-Jánoskúti Máté
Ónodi-Jánoskúti Máté (Budapest, 2002. június 17. –) magyar válogatott kézilabdázó, a Ferencvárosi TC játékosa.

## Pályafutása

### Klubcsapatokban
A Csanádi KSI SE-nél kezdett kézilabdázni, innen került 9 éves korában a Ferencvárosi TC-hez. Az ezt követő években a fővárosi csapat utánpótláscsapataiban játszott. A 2017–2018-as szezonban szerepelt az FTC U22-es csapatával a felnőtt NBII-ben, ahol 20 mérkőzésen szerzett 105 góljával ő volt csapata legeredményesebb játékosa. Az első osztályban 2019-ben játszott először. Párhuzamosan játszott a másod és első osztályban is, majd a 2021–2022-es szezontól már csak az élvonalbeli csapat tagja. Pályára lépett az Európa-ligában és az Európa-kupában is. 2023 novemberében vállsérülést szenvedett, amit műteni kellett, így az Európa-kupában döntőig jutó csapatot a nyolcaddöntőben már nem tudta segíteni.
2025 áprilisában bejelentették, hogy a következő szezontól a francia élvonalban szereplő USAM Nîmes Gard játékosa lesz.

### A válogatottban
Tagja volt a korosztályos válogatottaknak, legnagyobb sikerét a 2023-as junior világbajnokságon érte el, ahol ezüstérmes lett. A felnőttválogatottban 2023-ban kapott először lehetőséget. Első világversenye a 2025-ös világbajnokság volt.

## Sikerei, díjai
- Junior világbajnokságon ezüstérmes: 2023